# Otwór szyjny

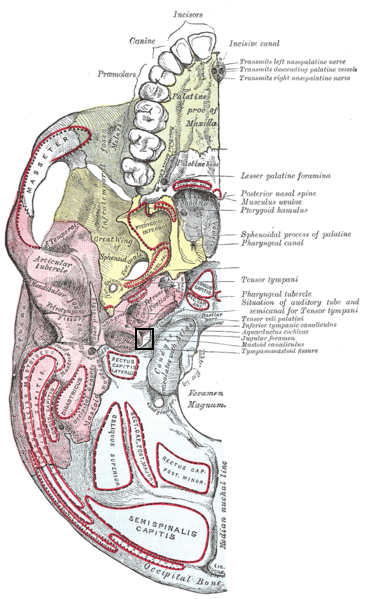
Powierzchnia zewnętrzna podstawy czaszki, strona prawa – widok od dołu. Otwór szyjny (Jugular foramen) zaznaczony czarnym kwadratem.

Otwór szyjny (ang. jugular foramen, łac. foramen jugulare) – otwór znajdujący się w tylnym dole czaszki leżący na pograniczu kości skroniowej i kości potylicznej.

## Topografia
Otwór szyjny znajduje się nieco do tyłu i ku bokowi od kanału tętnicy szyjnej. Jest to wrzecionowata przestrzeń, której ściany powstają z wcięć szyjnych (łac. incisurae jugulares) położonych na brzegach tworzących ją kości. Ścianę tylno-przyśrodkową otworu stanowi wcięcie szyjne kości potylicznej. Ścianę przednio-boczną – wcięcie szyjne położone na tylnej powierzchni piramidy kości skroniowej. Otwór szyjny podzielony jest przez drobną listewkę kostną – wyrostek śródszyjny (łac. processus intrajugularis) – na dwie części: mniejszą część przyśrodkową, która leży z przodu (odcinek przyśrodkowy) i większą część boczną położoną ku tyłowi (odcinek boczny). Ku przodowi i do boku od wcięcia szyjnego piramidy leży dość duży dół szyjny (łac. fossa jugularis), w którym spoczywa poszerzony górny odcinek żyły szyjnej wewnętrznej – opuszka żyły szyjnej wewnętrznej (łac. bulbus v. jugularis). Górna ściana kostna, która tworzy jego dno, stanowi zarazem dolną ścianę jamy bębenkowej zwaną ścianą żylną (łac. paries jugularis).

## Zawartość
Przez przyśrodkowy odcinek dołu szyjnego przechodzą:
- nerw językowo-gardłowy,
- zatoka skalista dolna.

Natomiast przez jego boczny odcinek:
- nerw błędny,
- nerw dodatkowy,
- żyła szyjna wewnętrzna,
- tętnica oponowa tylna.

## Anatomia kliniczna
Przez otwory szyjne odpływa 95% krwi z obszaru głowy. Otwory te charakteryzuje asymetria. Po stronie prawej średnia powierzchnia otworu szyjnego jest większa niż po stronie lewej. Schelling podczas badań pośmiertnych w 70% przebadanych czaszek znalazł większy otwór szyjny po stronie prawej. Jedynie w 28,5% dominował wielkością otwór szyjny lewy a tylko w 1,5% przypadków oba otwory szyjne były jednakowe. Różnice i zmienność w wielkości otworów szyjnych można zaobserwować także pod względem płci oraz wieku. U osób starszych otwory szyjne zwykle nieznacznie powiększają się, a w prawie 20% przypadków, częściej u mężczyzn prawy otwór szyjny może być nawet dwukrotnie większy od lewego. Może mieć to zasadnicze znaczenie podczas operacji, w których dochodzi do resekcji żyły szyjnej wewnętrznej (operacja Crile’a). Zdarza się, że podwiązanie żyły (zwykle obustronne) może spowodować gwałtowne zaburzenia krążenia mózgowego.
Podczas złamania podstawy czaszki szczelina złamania może przechodzić także przez otwór szyjny. W tym przypadku pojawić się może zespół charakterystycznych objawów zwanych zespołem Colleta-Sicarda.